# Abdulcadir Gabeire Farah
Abdulcadir Gabeire Farah (ur. 1955, zm. 21 września 2015) – somalijsko-polski historyk oraz działacz społeczny.

## Życiorys
Urodził się w Dżidżiga w Ogadenie (obecnie Etiopia), dorastał w stolicy – Mogadiszu. Został porzucony przez ojca i matkę, gdy miał rok. Ojciec umiera, gdy ma około 8 lat. W szkole podstawowej dorabiał jako sprzedawca owoców.
Po zakończeniu szkoły średniej wraz z dwoma kolegami udał się w pieszą podróż do stolicy Sudanu w celu podjęcia studiów. Posiadając oszczędności 240 dolarów, nie posiadając paszportu, pieszo przeszli około 2000 kilometrów z Mogadiszu do Nairobi, a następnie przez Ugandę do Chartumu, podróż trwała 5 miesięcy.
Studiował kierunek „Historia cywilizacji” na Uniwersytecie Omdurman w Sudanie.
Był wykładowcą Institute for Social Studies w Jemenie. W 1989 roku przybył do Polski i jako pierwszy Afrykanin (po transformacji systemowej) uzyskał w kraju status uchodźcy. W 2007 roku był, wraz z Jolantą Opalińską, założycielem Fundacji dla Somalii. W latach 2007–2010 piastował funkcje wiceprezesa, a od 2010 do śmierci w 2015 roku funkcję prezesa Fundacji dla Somalii. Był między innymi inicjatorem i koordynatorem działań na rzecz Domu Dziecka w Godenlabe oraz remontu Szpitala w Adado. W 2012 roku zasiadł w jury Ogólnopolskiego konkursu literackiego na opowiadanie tematycznie związane z Afryką. W 2014 roku uzyskał polskie obywatelstwo, w tym samym roku został również wyróżniony nagrodą Złotego Wachlarza 2014 w kategorii „Osoba” przyznaną mu przez  Międzynarodową Organizację ds. Migracji (International Organization for Migration).
Znał 8 języków.
W maju 2015 roku wyraził chęć wystartowania w wyborach prezydenckich w Somalii zaplanowanych na 2016 rok. 17 września 2015 roku udał się w tygodniową podróż do Somalii. Zginął 21 września w wyniku wybuchu samochodu pułapki w dzielnicy rządowej Mogadiszu, gdzie odbywała się  konferencja na temat wyborów prezydenckich i parlamentarnych w 2016 roku. Tuż przed śmiercią został powołany przez Rzecznika Praw Obywatelskich Adama Bodnara w skład Komisji Ekspertów ds. Migrantów w Biurze RPO.